# Jan Szwarc
Jan Szwarc (ur. 8 lipca 1946 w Ustroniu) – polski polityk, samorządowiec i nauczyciel, poseł na Sejm IV i V kadencji.

## Życiorys
Ukończył w 1973 studia na Wydziale Nauczycielskim Akademii Wychowania Fizycznego. W latach 1976–1980 sprawował funkcję prezesa Wojewódzkiej Federacji Sportu. Od 1980 do 1981 był zastępcą dyrektora Wydziału Kultury Fizycznej, Sportu i Turystyki. Od 1984 do 1988 pełnił funkcję inspektora oświaty. W latach 1998–2001 był burmistrzem miasta Ustronia oraz radnym sejmiku śląskiego. W 1999 wstąpił do Sojuszu Lewicy Demokratycznej, poprzednio działał w Socjaldemokracji Rzeczypospolitej Polskiej.
Od 2001 do 2007 sprawował mandat posła IV oraz V kadencji Sejmu z okręgu bielskiego, wybieranego z listy Sojusz Lewicy Demokratycznej. W przedterminowych wyborach w 2007 nie ubiegał się o reelekcję. Kandydował także w 2010 i w 2018 do sejmiku śląskiego oraz w 2014 do rady powiatu cieszyńskiego i (z ramienia konkurencyjnego wobec SLD komitetu Twój Ustroń, pozostając członkiem partii) na burmistrza Ustronia.